# Sophronica subcephalotes
Sophronica subcephalotes är en skalbaggsart som beskrevs av Stefan von Breuning 1954. Sophronica subcephalotes ingår i släktet Sophronica och familjen långhorningar.
Artens utbredningsområde är Kenya. Inga underarter finns listade i Catalogue of Life.